# Ophiobyrsella intorta
Ophiobyrsella intorta är en ormstjärneart som beskrevs av Jean Baptiste François René Koehler 1922. Ophiobyrsella intorta ingår i släktet Ophiobyrsella och familjen skinnormstjärnor. Inga underarter finns listade i Catalogue of Life.